# Antagonista
In narratologia (ma anche nel cinema, nei videogiochi, nella televisione e in altri campi della finzione) il termine antagonista viene usato generalmente per indicare il personaggio che, in una storia, si oppone al protagonista. Nei generi letterari che utilizzano la figura dell'eroe (bravo) in senso lato o in senso stretto (per esempio fiabe e romanzi cavallereschi), l'antagonista rappresenta l'antieroe o il cattivo. Tuttavia, l'associazione protagonista-buono e antagonista-cattivo non è evidentemente universale e molte opere sono narrate dal punto di vista di un personaggio "cattivo".
L'antagonista (inteso come l'elemento che si oppone all'azione e al successo del protagonista) non è necessariamente un personaggio in senso stretto; può corrispondere a un gruppo, un sistema sociale, una forza della natura, e via dicendo. Fra gli innumerevoli esempi in questo senso si possono citare 1984 di George Orwell (sistema sociale come antagonista) o Il vecchio e il mare di Ernest Hemingway (natura come antagonista). Addirittura, l'antagonista può essere indefinibile; si pensi per esempio a opere di Franz Kafka come Il processo, in cui proprio l'assenza di un antagonista chiaramente delineato contribuisce a creare una sensazione di angoscia e impotenza a cui ci si riferisce con l'aggettivo "kafkiano". 
La relazione fra antagonista e protagonista può essere ambigua. Un esempio celebre in questo senso è Moby Dick di Herman Melville, in cui l'antagonista potrebbe essere la balena cacciata dal Capitano Achab o il capitano stesso (che con il suo fanatismo diventa antagonista del personaggio Ishmael rappresentato dalla voce narrante del romanzo).

## Acerrimo nemico

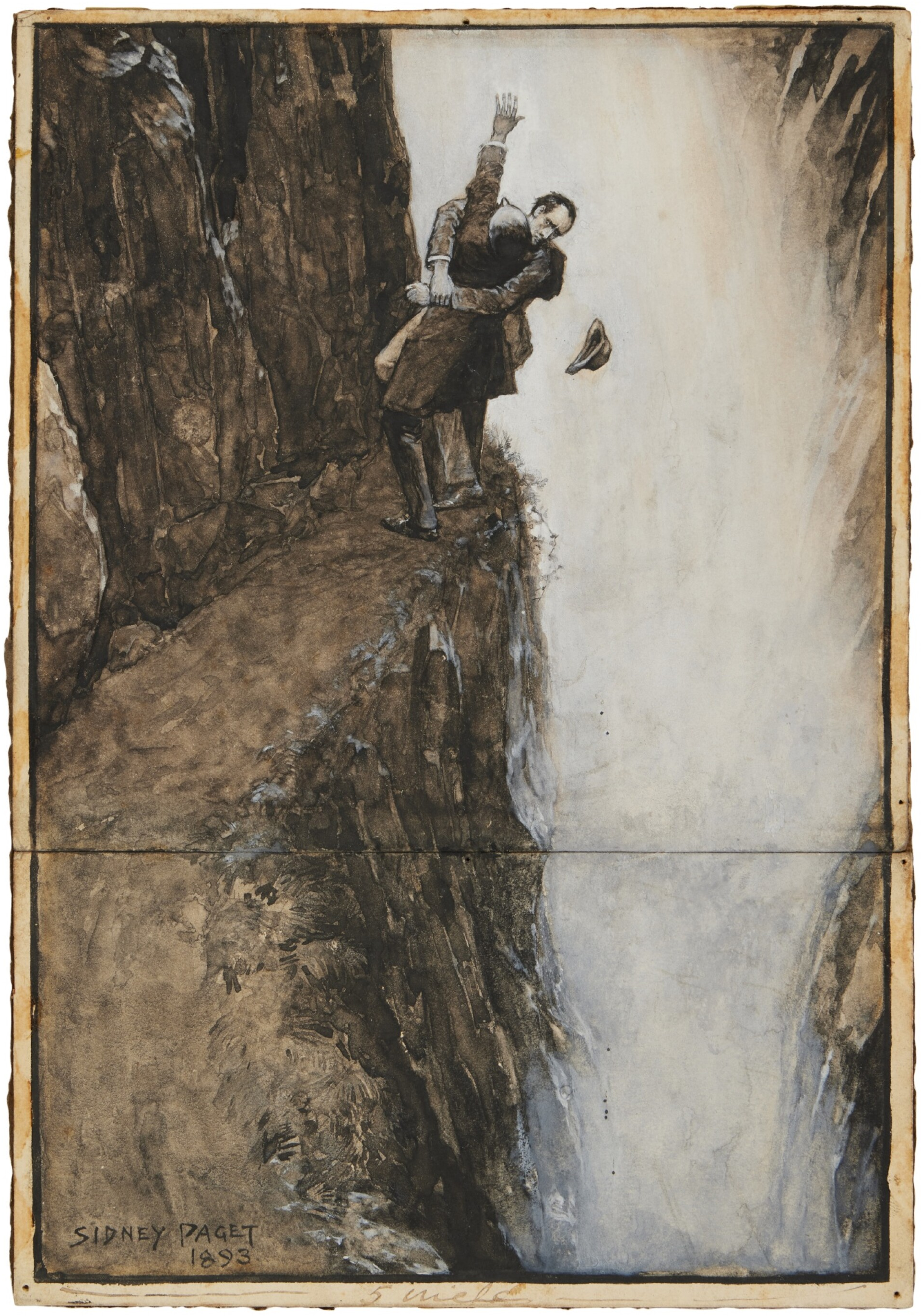
Sherlock Holmes lotta contro il Professor Moriarty

Un arcinemico (o acerrimo nemico) è il principale nemico di qualcuno. Nella finzione, è un personaggio e il nemico più importante e conosciuto dell'eroe (o del protagonista).
La parola arcinemico o acerrimo nemico ebbe origine intorno alla metà del XVII secolo, dalle parole arch (dal greco äρχω archo che significa capo/governante) e nemico.
Un arcinemico può anche essere indicato come un arcirivale, arcicattivo o arcinemesi. Tuttavia, un acerrimo nemico può anche essere distinto da una nemesi, essendo quest'ultima un nemico che l'eroe non può sconfiggere (o che sconfigge l'eroe), anche se non è un nemico di vecchia data o coerente per l'eroe.